# Timema californicum
Timema californicum är en insektsart som beskrevs av Scudder, S.H. 1895. Timema californicum ingår i släktet Timema och familjen Timematidae. Inga underarter finns listade i Catalogue of Life.